# Burgerservicenummer

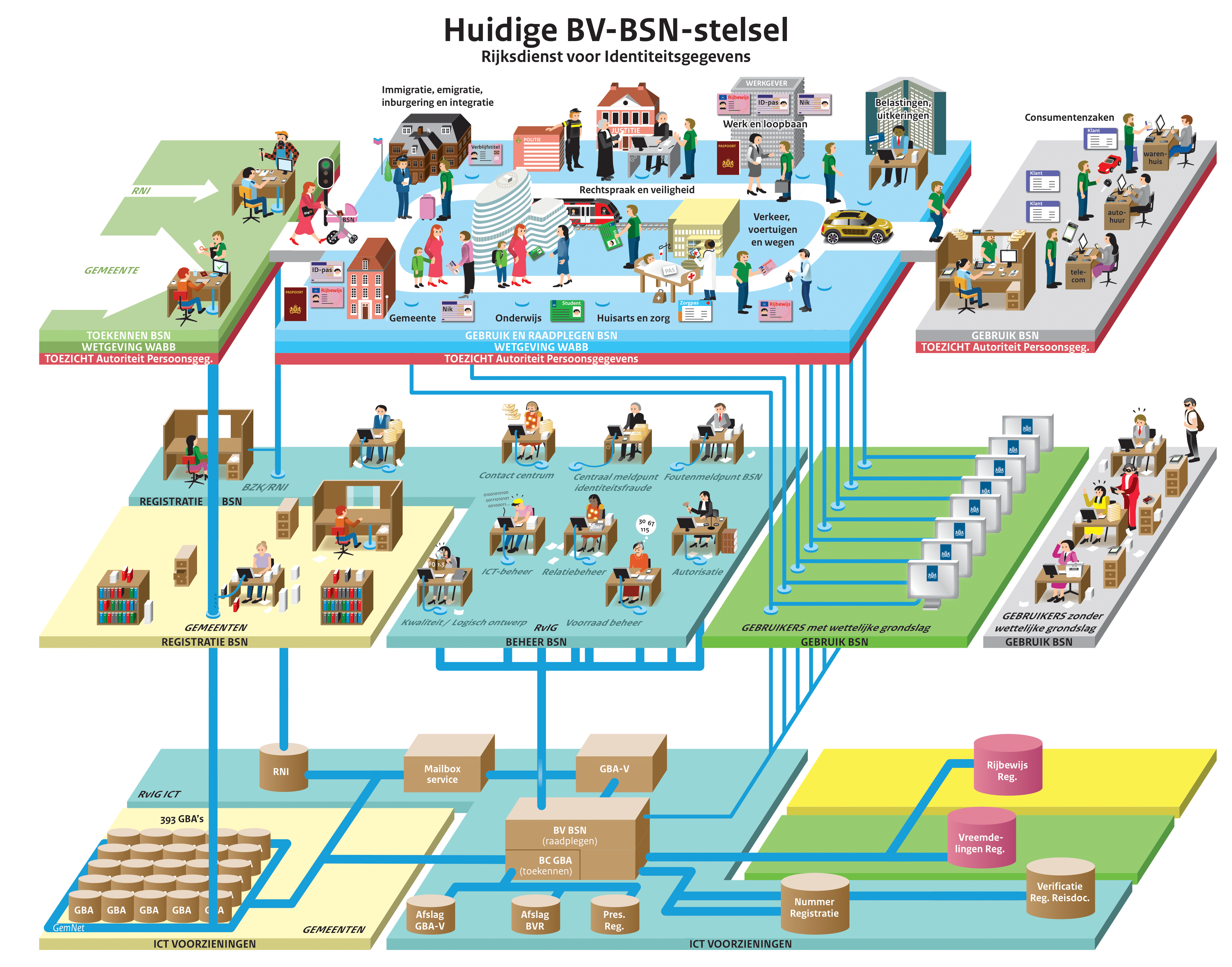
Stelselplaat BV BSN

Het burgerservicenummer (BSN) is een uniek persoonsgebonden nummer in het Europese deel van Nederland. Iedereen die zich laat inschrijven in de Basisregistratie Personen (BRP) krijgt zo'n nummer. Het is door de Nederlandse overheid in 2007 ingevoerd om, in combinatie met het DigiD, het elektronisch verkeer tussen overheid en burger in goede banen te leiden. Sinds 6 januari 2014 (wet GBA vervangen door wet BRP) kunnen ook niet-ingezetenen een BSN krijgen. Dit zijn personen die kort of niet in Nederland verblijven en een meervoudige relatie met de Nederlandse overheid hebben, zoals gepensioneerde Nederlanders in het buitenland of personen uit de EU die in Nederland seizoensarbeid doen.
De tegenhanger van het BSN voor niet-natuurlijke personen (rechtspersonen zoals vennootschappen, verenigingen en stichtingen) is het RSIN.

## Eisen
Het nummer voldoet aan de volgende eisen:
- het moet uniek zijn;
- het BSN bestaat uit 9 cijfers; 8-cijferige nummers worden voorzien van een voorloopnul[2];
- het BSN voldoet aan de 11-proef;
- het moet informatieloos zijn;
- er mag geen volgordelijkheid uit blijken;
- het moet binnen een vooraf ingesteld interval liggen.

In principe wordt een BSN nadat het is toegekend niet meer gewijzigd. Dit kan echter wel, in het geval dat bijvoorbeeld aan twee verschillende mensen hetzelfde BSN is toegekend (zie Logisch Ontwerp BSN 1-3, pagina 18), of in het geval van (ernstige) identiteitsdiefstal. De procedure daarvoor heet 'Wijzigen burgerservicenummer' en staat onder meer beschreven in de handleiding uitvoeringsprocedures (HUP).

## Wet algemene bepalingen burgerservicenummer
Op 12 september 2006 heeft de Tweede Kamer ingestemd met het Wetsvoorstel algemene bepalingen burgerservicenummer (kortweg: Wabb). Op 11 juli 2007 heeft de Eerste Kamer het wetsvoorstel aangenomen. VVD, GroenLinks en PvdD stemden tegen.
Uitgangspunten van de wet zijn:
- Indien bij de communicatie tussen burger en overheid een persoonsgebonden nummer wordt gebruikt dan mag dat alleen het BSN zijn.
- Iedereen die een meervoudige relatie met de overheid heeft, goed te identificeren is en opgenomen is in de BRP of in de Registratie Niet Ingezetenen (RNI) krijgt een BSN.
- Bij gegevensuitwisseling tussen overheden mag alleen het BSN als persoonsnummer worden gebruikt (met uitzondering van het A-nummer bij de uitwisseling van BRP-gegevens)

Een uitbreiding van de Wabb is de Wbsn-z, de Wet gebruik burgerservicenummer in de zorg. Deze wet regelt het gebruik van het BSN in de medische zorg.

## Toekenning en gebruik
Gemeenten zijn op twee manieren betrokken bij het BSN-stelsel: als toekennende instantie en als gebruiker:
- Gemeente als toekennende instantie: bij inschrijving in de BRP wordt een burgerservicenummer toegekend. Inschrijving vindt bijvoorbeeld plaats bij de geboorte van een kind of bij immigratie.
- Gemeente als gebruiker: De gemeente is ook gebruiker van het BSN, bijvoorbeeld in de koppelingen tussen systemen en bij het verifiëren van de identiteit van een klant.

Het BSN is een persoonsnummer dat in de eerste plaats bedoeld is voor het contact tussen burgers en de overheid. In het kort komt het erop neer dat organisaties buiten de overheid het BSN uitsluitend mogen gebruiken als daarvoor een wettelijke grondslag bestaat. Het gebruik van het BSN is toegestaan ter uitvoering van de betreffende wet dan wel voor doeleinden bij de wet bepaald. Er moet dus specifiek in een bepaalde wet staan dat het BSN voor een bepaald doel mag worden gebruikt. Dit staat in artikel 24 van de Wet bescherming persoonsgegevens.
Daarnaast kan het onder omstandigheden gerechtvaardigd zijn dat het BSN ook voor andere doeleinden wordt verwerkt. Randvoorwaarde is wel dat het BSN niet wordt verwerkt op een wijze die onverenigbaar is met het doel waarvoor het BSN is verkregen.
Voorbeeld: als het BSN van de medewerkers van een organisatie is verkregen in het kader van hun aanstelling/dienstverband, dan mag het BSN van deze medewerkers ook alleen maar gebruikt worden voor de uitwisseling van loongegevens met de Belastingdienst. Zelfs als de betreffende medewerkers toestemming zouden geven voor het gebruik van hun BSN, bijvoorbeeld als inlogcode, is dit niet toegestaan. Hierbij maakt het niet uit of er sprake is van bijvoorbeeld een hash van het BSN of het BSN in zijn oorspronkelijke vorm.

## 11-proef
Het burgerservicenummer bestaat uit 9 cijfers en voldoet aan een variant op de elfproef. De variant is in het laatste cijfer, dat in plaats van met 1, met -1 wordt vermenigvuldigd. Dit verschil is er opzettelijk ingebracht zodat een abusievelijk ingevoerd bankrekeningnummer als foutief wordt aangemerkt (dit gaat natuurlijk niet op als het nummer eindigt op een 0, in welk geval een nummer zowel een geldig bankrekeningnummer als BSN kan zijn. Voor het burgerservicenummer geldt in ieder geval dat het wel degelijk op een 0 mag eindigen). Als het burgerservicenummer wordt voorgesteld door ABCDEFGHI, dan moet
(9 × A) + (8 × B) + (7 × C) + (6 × D) + (5 × E) + (4 × F) + (3 × G) + (2 × H) + (-1 × I)
een veelvoud van 11 zijn.
Geldige voorbeelden zijn: 111222333 en 123456782.
Er kunnen met deze combinatie ongeveer 80 tot 85 miljoen nummers gecreëerd worden.

## Overgang vanuit een sofi- of onderwijsnummer
- Een sofinummer werd tot 7 januari 2014 (invoering van de Wet BRP en Aanpassingswet BRP) toegekend door de Belastingdienst in het geval dat iemand nog geen vier maanden in Nederland was en (nog) niet in de GBA was ingeschreven. Het had een ander wettelijk kader. Het sofinummer was getalsmatig hetzelfde als het burgerservicenummer.
- Het is noodzakelijk een alternatief te bieden ten behoeve van die leerlingen en studenten die geen burgerservicenummer hebben, bijvoorbeeld omdat zij uit het buitenland komen. Die krijgen ook geen burgerservicenummer, maar een eenmalig alternatief leerlinggebonden onderwijsnummer van de Dienst Uitvoering Onderwijs. Bij verdragen heeft Nederland geregeld dat elk kind in de leerplichtige leeftijd onderwijs krijgt, ongeacht de status van het kind. Dus ook kinderen in de leerplichtige leeftijd, die niet legaal in Nederland zijn, volgen onderwijs en krijgen daarvoor een alternatief leerlinggebonden onderwijsnummer. In de Wet op het voortgezet onderwijs, Artikel 103b Gebruik persoonsgebonden nummer door bevoegd gezag, 10e lid is nadrukkelijk opgenomen dat het onderwijsnummer niet gebruikt mag worden voor het opsporen van vreemdelingen.[6] Als iemand al een onderwijsnummer heeft, wordt wél een nieuw nummer toegekend.

Het aantal cijfers van het onderwijsnummer is gelijk aan dat van het burgerservicenummer, beide nummers bestaan uit (8 of) 9 cijfers. Het onderwijsnummer begint echter altijd met een 1 gevolgd door een of twee nullen. Deze combinatie, begincijfer 1 gevolgd door een of twee nullen, komt ook voor bij (oudere) burgerservicenummers. Hierdoor is het onderwijsnummer dus niet te onderscheiden van een burgerservicenummer. Dit kan wel door een andere controle, namelijk een andere 11-proef; deze is bij het onderwijsnummer vervangen door: MOD ((9×A + 8×B + 7×C + 6×D + 5×E + 4×F + 3×G + 2×H):11)= I+5

## Btw-nummer
Het btw-nummer voor een eenmanszaak is doorgaans zijn of haar BSN met de toevoeging B99. De laatste 2 cijfers zijn in dit geval het aantal keer dat een btw-nummer is toegekend aan deze persoon. De eerste keer zal het btw-nummer het suffix B01 krijgen. Indien deze persoon vervolgens de zaak stopzet en later weer opstart krijgt het btw-nummer het suffix B02.
De Belastingdienst heeft daarom in 2020 eenmanszaken van een extra btw-identificatienummer (btw-id) voorzien voor de communicatie met derden. Voor de aangifte moet nog wel het oude btw-nummer gebruikt worden – dat heet sinds 2020 het omzetbelastingnummer (ob-nummer). Eenmanszaken hebben nu dus twee nummers voor de omzetbelasting.